# Мурманский областной драматический театр
Мурманский областной драматический театр — драматический театр в Мурманске.

## История

В.Лукин в роли Шарафутдинова «Генеральный консул»

Театр организован 1 февраля 1939 года, но ещё за 3 года до этого в 1936 году открылся филиал Большого драматического театра имени М. Горького, на базе которого и был открыт мурманский театр. Возглавили театр художественный руководитель — С. А. Морщихин и главный режиссёр А. В. Шубин. Первым спектаклем стал «Генеральный консул» братьев Тур и Л. Шейнина, в котором в роли Шарафутдинова был занят В. Д. Лукин. Во время Великой Отечественной войны театр выступал с антифашистской программой на передовой. Долгое время театр не имел собственного здания — спектакли шли в Дворце Культуры рыбаков (ныне Дворец культуры и техники им. С. М. Кирова). В 1963 году театр переехал на новое место — в собственное здание на проспекте Ленина. Театр много гастролировал по регионам страны и Северной Европы.
Театр принимает активное участие в общероссийских фестивалях, организует гастроли по городам России.

## В театре в разные годы выступали
- Карлова Людвига Александровна (в 1981—1996 годах), Заслуженная артистка России (1992)[2]
- Журавлёва, Алла Иосифовна, народная артистка России
- Скоромникова, Марина Петровна, народная артистка РСФСР
- Гронский Сергей Владимирович, заслуженный  артист России (2010)[3]

## Награды
- Премия Губернатора Мурманской области за особый вклад в развитие культуры и искусства